# Alexander Runciman
 (mai 2023).
Alexander Runciman (15 août 1736 - 4 octobre 1785) est un peintre écossais de sujets historiques et mythologiques. Il est le frère aîné de John Runciman, également peintre.

## Biographie

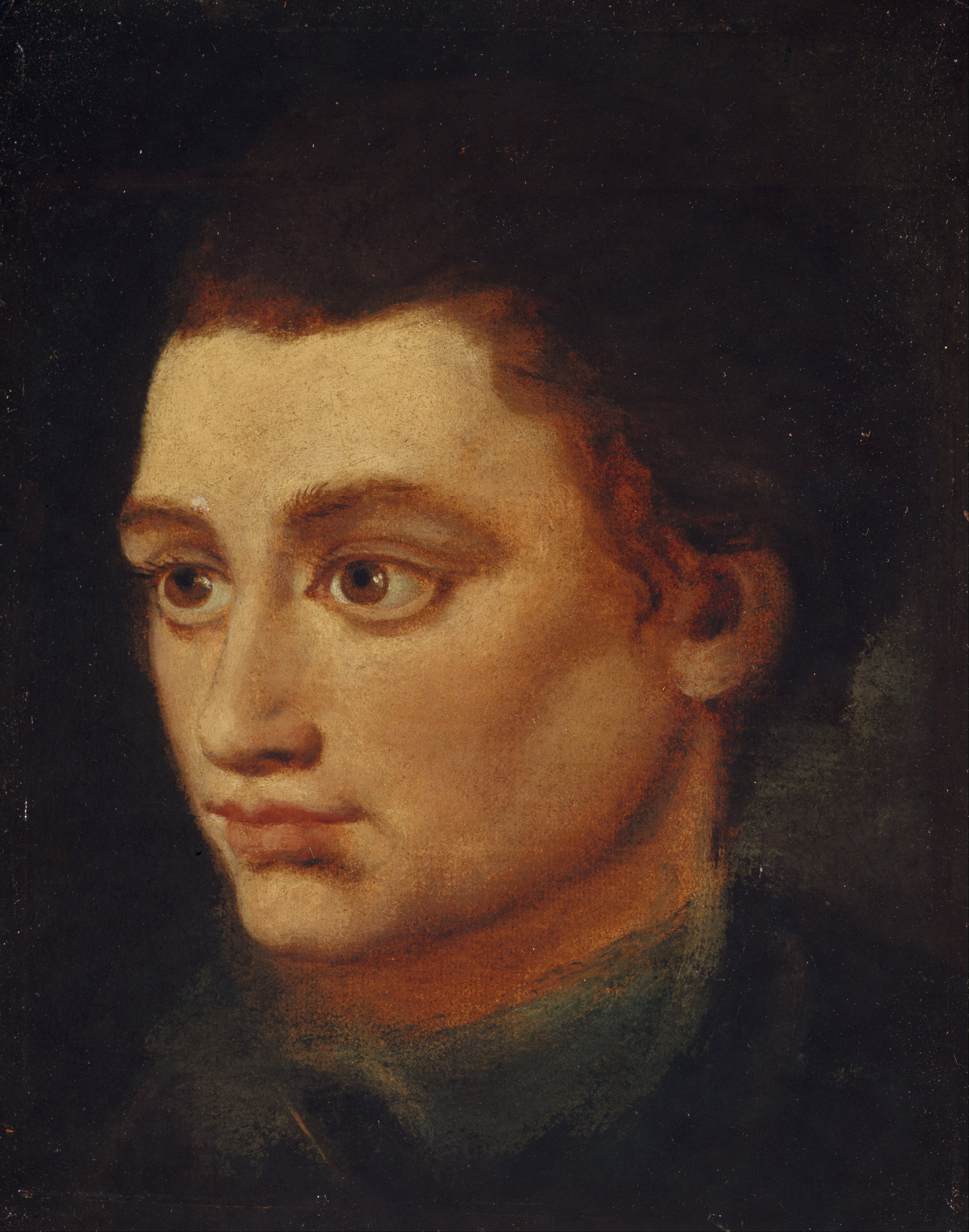
Robert Fergusson par Alexander Runciman

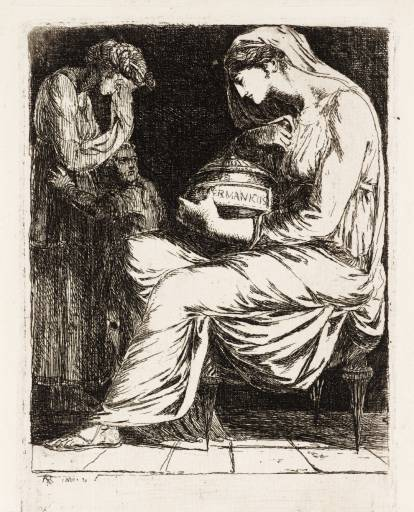
Agrippine avec les cendres de Germanicus, vers 1773, Tate Gallery

Il est né à Édimbourg et étudie à la Foulis Academy de Glasgow. De 1750 à 1762, il est apprenti chez le peintre paysagiste Robert Norie, puis devient associé de l'entreprise familiale Norie. Il travaille également comme peintre de scène pour le Theatre Royal d'Edimbourg.
En 1767, il se rend à Rome, où il passe cinq ans. Son frère John l'accompagne, mais meurt à Naples à l'hiver 1768-1769. Pendant le séjour de Runciman en Italie, il fait la connaissance d'autres artistes tels que Henry Fuseli et le sculpteur Johan Tobias Sergel. Il commence à peindre des paysages; il se tourne ensuite vers des sujets historiques et imaginatifs, exposant son Nausicaa at Play with her Maidens en 1767 à la Free Society of British Artists, Édimbourg.
À son retour d'Italie après un bref séjour à Londres, où en 1772 il expose à la Royal Academy, il s'installe à Édimbourg, et est nommé maître de la Trustees' Academy. Il est patronné par Sir James Clerk, dont il décore la salle de Penicuik House avec une série de sujets d'Ossian qui s'inspirent des images de l'Iliade de Gavin Hamilton. Il crée également diverses peintures religieuses et un retable dans l'église épiscopale de Cowgate, à Édimbourg, et des images de chevalet de Cymon and Iphigenia, Sigismunda Weeping over the Heart of Tancre, et Agrippina with the Ashes of Germanicus.
En 1773, il est répertorié comme partageant un atelier avec un M. McLarin au pied de Old Assembly Close off the Royal Mile (face à ce qu'on appelle maintenant le Cowgate).
Runciman meurt à Édimbourg et est enterré à Canongate Churchyard. La tombe n'est pas marquée mais une plaque de pierre est érigée par le RSA en 1866 sur le mur orienté à l'ouest de l'église à sa mémoire (commémorant également son frère John décédé à Naples).